# Emil Kutterer
Emil Kutterer (* 11. November 1897 in Daxlanden; † 13. Juli 1974 in Wiesbaden), auch „Mile“ gerufen, war ein deutscher Fußballspieler, der in den Jahren 1925 bis 1926 acht Länderspiele für die A-Nationalmannschaft bestritten hatte.

## Spielerkarriere

### Vereine
In Daxlanden geboren schloss sich Kutterer neunjährig dem ortsansässigen Fußballverein an. Da sein Talent auf Dauer nicht die notwendige, fördernde Herausforderung fand, wechselte er 1916 zunächst zum FV Beiertheim und nach vier Spielzeiten zum Karlsruher FV. In der Folgesaison gewann er mit der Mannschaft unter Trainer Max Breunig die Südwestkreismeisterschaft. In den Spielen um die Bezirksmeisterschaft Württemberg/Baden setzten sich dann die Stuttgarter Turn- und Sportfreunde durch und qualifizierten sich somit für die Endrunde um die Süddeutsche Meisterschaft.
Zur Saison 1922/23 wechselte Kutterer zum FC Bayern München und kam u. a. am 17. Juni 1923 bei der 3:4-Niederlage gegen die SpVgg Fürth im Finale um den Süddeutschen Pokal zum Einsatz.
In der Saison 1925/26 gewann er mit dem FC Bayern München deren erste Süddeutsche Meisterschaft verbunden mit der Teilnahme an der Endrunde um die deutsche Meisterschaft. Kutterer war als Nationalspieler ab dem 21. Juni 1925 herausragender Verteidiger und ein Eckpfeiler des Erfolges. Den zweiten Titelgewinn in Süddeutschland feierte der athletische Verteidiger 1928. In der Endrunde zog der FC Bayern München über Wacker Halle und die SpVgg Sülz 07 (Vorläufer des 1. FC Köln) in das Halbfinale gegen den Hamburger SV ein. Das verlor der FC Bayern in Duisburg mit 2:8. Allerdings musste er sich in der zweiten Halbzeit beim Stand von 1:1 für den Tormann Alfred Bernstein zwischen die Pfosten stellen, da dieser sich einen Fingerbruch zuzog. Die dritte Teilnahme an der Endrunde bestritt Kutterer im Jahre 1929. Seine Karriere beim FC Bayern München beendete er vor deren Gewinn der Deutschen Meisterschaft 1932. Seine aktive Fußballerkarriere ließ der beim SV Wiesbaden nach zwei Spielzeiten 1933 ausklingen.

### Auswahl-/Nationalmannschaft
Für die Auswahlmannschaft des Süddeutschen Fußball-Verbandes bestritt er als Verteidiger von 1923 bis 1931 acht Spiele.
Sein Debüt in der Auswahlmannschaft gab er am 11. November 1923 an seinem 26. Geburtstag im Halbfinalspiel des Bundespokal-Wettbewerbs gegen die Auswahlmannschaft des Verband Mitteldeutscher Ballspiel-Vereine. Trotz guter Leistung beim 3:0-Erfolg wurde er nicht für das am 17. Februar 1924 in Frankfurt am Main ausgetragene Finale nominiert; Anton Kugler vom 1. FC Nürnberg spielte beim 4:2-Sieg gegen die Auswahlmannschaft Norddeutschlands.
Nachdem zuvor das Viertelfinalspiel am 28. März 1926 gegen die Auswahlmannschaft des Verbandes Mitteldeutscher Ballspiel-Vereine und auch das am 3. Juli 1926 in Essen ausgetragene Halbfinalspiel mit 4:2 gegen die Auswahlmannschaft des Norddeutschen Fußball-Verbandes gewonnen wurde, fand er im Endspiel um den Kampfspielpokal im Rahmen der vom 4. bis 11. Juli 1926 in Köln ausgetragenen Kampfspiele jedoch Berücksichtigung. Am 4. Juli 1926 gewann er mit den Vereinsmitspielern Franz Dietl, Ludwig Hofmann und Josef Pöttinger das Endspiel mit 7:2 gegen die Auswahlmannschaft des Westdeutschen Spiel-Verbandes.
Nicht unwesentlich bedingt durch das Fernbleiben der Nationalspieler aus Fürth und Nürnberg, kam Emil Kutterer auf der Skandinavienreise im Juni 1925 zu seinem Debüt in der A-Nationalmannschaft. In den beiden Spielen gegen die Nationalmannschaft Schwedens und Finnlands konnte er jedoch so nachdrücklich überzeugen, dass er vom 21. Juni 1925 bis zum 12. Dezember 1926 sieben Länderspieleinsätze in Folge absolvieren durfte. In seinem vierten Länderspiel am 18. April 1926 in Düsseldorf, beim 4:2-Erfolg gegen die Auswahl der Niederlande, debütierten seine Vereinsmitspieler Hofmann, Nagelschmitz und Pöttinger im DFB-Team. Sein achtes und letztes Länderspiel bestritt er am 15. April 1928 in Bern beim 3:2-Sieg über die Auswahl der Schweiz. Während des olympischen Fußballturniers 1928 in Amsterdam gehörte er dem Aufgebot von Reichstrainer Otto Nerz an, zum Einsatz in der Verteidigung kamen aber Albert Beier vom Hamburger SV und der Debütant Heinrich Weber vom SV Kurhessen Kassel.

## Trainerkarriere
Nach Beendigung seiner aktiven Fußballerkarriere wechselte Kutterer in das Traineramt.
Stationen waren TuRa Leipzig (1936–1938), SV Fortuna Leipzig (1939–1941), der 1. FSV Schierstein 08, die SG Mainz-Gonsenheim (1947–1949), der FV Engers 07 in der Oberliga Südwest (1950–1953) und der FC Singen 04 in der 2. Oberliga Süd (1953–1954).

## Sonstiges
Zum 25-jährigen Bestehen seines Jugendvereines FV Daxlanden im Jahre 1937 trat als Jubiläumsgast der FC Bayern München in Karlsruhe an. Bei Daxlanden verteidigte der 39-jährige „Mile“ in beeindruckender Manier und das Stürmertalent August Klingler machte mit tollen Dribblings und harten Schüssen auf sich aufmerksam. Die Bayern gewannen das Spiel mit 4:2 Toren. Nach dem Zweiten Weltkrieg konnten sich im Verein von Kutterer und Klingler, dem FV Daxlanden auch die Talente Heinz Beck (Torschützenkönig in der Oberliga Süd) und Max Schwall (Amateurnationalspieler) für den Karlsruher SC entwickeln.